# Palaiseau
Palaiseau – gmina we Francji, w regionie Île-de-France, w departamencie Essonne.
Według danych na rok 1990 gminę zamieszkiwało 30 316 osób, a gęstość zaludnienia wynosiła 2633 osób/km² (wśród 1287 gmin regionu Île-de-France Palaiseau plasuje się na 85. miejscu pod względem liczby ludności, natomiast pod względem powierzchni na miejscu 302.).
W granicach gminy znajduje się jedna z najważniejszych francuskich uczelni, École polytechnique.

## Transport
Palaiseau jest połączona z Paryżem linią RER B paryskiej kolei algomeracyjnej RER.

## Kultura
Palaiseau posiada:
- Kino,
- Dwa teatry: Théâtre des 3 Vallées i Théâtre La Mare au Diable,
- Jedną mediatekę i trzy biblioteki,
- Jedną uczelnię muzyczną.

## Miasta partnerskie
- Unna, Niemcy